# 川崎末五郎
川崎 末五郎（かわさき すえごろう、1892年（明治25年）2月20日 - 1971年（昭和46年）11月8日）は、日本の内務官僚、政治家。福島県知事、衆議院議員。旧姓・神田。

## 経歴
京都府出身。神田槌之助の三男として生まれ、衆議院議員・川崎安之助の養子となる。鹿児島高等農林学校を経て、1916年、京都帝国大学法科大学政治学科を優等で卒業し、銀時計を授与された。同年11月、文官高等試験行政科試験に合格。内務省に入省し警視庁警部となる。
以後、東京府属、兵庫県警視、台湾総督府事務官、朝鮮総督府事務官、内務書記官・警保局図書課長、兵庫県書記官・学務部長、兵庫県立神戸高等商業学校校長取扱、内務書記官・警保局高等課長などを歴任。1931年4月、福島県知事に就任し、同年12月18日に休職。1932年1月29日、依願免本官となり退官した。
1936年2月の第19回衆議院議員総選挙で京都府第2区から立憲民政党公認で出馬し当選。以後、1942年4月の第21回総選挙まで連続3回当選。衆議院決算委員長、幣原内閣の内務政務次官、内務省委員、同行政委員、大政翼賛会総務局長、大山崎村長などを歴任。
戦後、公職追放となる。追放解除後1955年2月の第27回総選挙で京都府第2区に日本民主党から出馬し当選。日本民主党では旧民政党左派の松村謙三・小山邦太郎・粟山博・鶴見祐輔・中村三之丞・松浦周太郎らと行動をともにし、保守合同後は自由民主党松村・三木派に所属した。第28回総選挙でも当選したが、1960年12月の第29回総選挙で落選。衆議院議員を通算5期務めた。
その他、日本民主党会計監査、自由民主党総務、同政調選挙調査会副会長などを歴任した。1971年11月8日、79歳にて死亡。